# Last Leaf on the Tree
Last Leaf on the Tree je studiové album amerického countryového hudebníka Willieho Nelsona, vydané 1. listopadu 2024 společností Legacy Recordings. Produkoval jej Nelsonův syn Micah. Název dostalo podle textu písně „Last Leaf“ z alba Bad as Me (2011) od Toma Waitse. Coververze této písně v Nelsonově podání toto album otevírá a byla zveřejněna jako první singl 15. srpna 2024. Druhý singl v podobě písně „Do You Realize??“ (2002) od kapely The Flaming Lips vyšel 19. září. Třetí singl, píseň „Lost Cause“ (2002) od Becka, vyšel 25. října.
Dále album obsahuje například písně od Niny Simone, Keitha Richardse a Neila Younga. Jednu píseň napsali společně Willie a Micah Nelsonovi, jednu sám Micah a jednu sám Willie (jde o novou verzi písně původně vydané v 60. letech). Nahrávání alba probíhalo ve studiích Hen House ve Venice (Los Angeles) a Pedernales v texaském Spicewoodu. Dostalo se mu pozitivního přijetí od kritiky. V hitparádě Top Country Albums časopisu Billboard se umístilo na 40. příčce. V britské countryové hitparádě (Official Charts Company) dosáhlo první příčky.

## Seznam skladeb
| Pořadí         | Název                                                                           | Autor                                                    | Délka |
| -------------- | ------------------------------------------------------------------------------- | -------------------------------------------------------- | ----- |
| 1.             | Last Leaf                                                                       | Kathleen Brennan, Tom Waits                              | 3:14  |
| 2.             | If It Wasn't Broken                                                             | Sydney Lyndella Ward                                     | 3:23  |
| 3.             | Lost Cause                                                                      | Beck David Hansen                                        | 3:32  |
| 4.             | Come Ye                                                                         | Nina Simone                                              | 3:34  |
| 5.             | Keep Me in Your Heart                                                           | Jorge Calderón, Warren Zevon                             | 3:35  |
| 6.             | Robbed Blind                                                                    | Keith Richards                                           | 4:03  |
| 7.             | House Where Nobody Lives                                                        | Tom Waits                                                | 4:10  |
| 8.             | Are You Ready for the Country?                                                  | Neil Young                                               | 3:46  |
| 9.             | Do You Realize??                                                                | Wayne Coyne, Steven Drozd, Michael Ivins, David Fridmann | 3:11  |
| 10.            | Wheels                                                                          | Micah Nelson                                             | 3:25  |
| 11.            | Broken Arrow (obsahuje úryvek písně „Mr. Soul“)                                 | Neil Young                                               | 6:40  |
| 12.            | Color of Sound                                                                  | Willie Nelson, Micah Nelson                              | 3:39  |
| 13.            | The Ghost (obsahuje skrytou píseň „Looking for Trouble“ začínající v čase 3:45) | Willie Nelson                                            | 5:11  |
| Celková délka: | Celková délka:                                                                  | Celková délka:                                           | 51:23 |

## Obsazení
- Willie Nelson – zpěv, kytara
- Micah Nelson – kytara, klavír, surdo, perkuse, violoncello, steel kytara, doprovodné vokály, baskytara, bicí, tleskání, dulcimer, syntezátor, Mellotron
- Aroyn Davis – baskytara
- John Densmore – perkuse
- Sam Gendel – altsaxofon, zobcová flétna
- Daniel Lanois – pedálová steel kytara
- Mickey Raphael – harmonika, brumle
- Kevin Smith – kontrabas
- Nikita Sorokin – housle
- Magatte Sow – bicí
- Harlan Steinberger – tleskání
- Jeremy Steinberger – tleskání